# Anaïs Caradeux
Anaïs Caradeux (Aix-les-Bains, 30 giugno 1990) è un'ex sciatrice freestyle francese, vincitrice di una Coppa del Mondo di halfpipe.

## Biografia
Ha debuttato in Coppa del Mondo IL 15 gennaio 2006 a Les Contamines, ottenendo subito la sua prima vittoria.
In carriera ha partecipato a un'edizione dei Giochi olimpici invernali, Soči 2014 (12º nell'halfpipe), e a quattro dei Campionati mondiali, vincendo una medaglia.

## Palmarès

### Mondiali
- 1 medaglia:
  - 1 argento (halfpipe a Oslo-Tryvann 2013)

### Mondiali juniores
- 1 medaglia:
  - 1 bronzo (halfpipe a Airolo 2007)

### Winter X Games
- 4 medaglie:
  - 2 argenti (superpipe a Tignes 2011; superpipe a Tignes 2013)
  - 2 bronzi (superpipe a Tignes 2010; superpipe a Tignes 2012)

### Coppa del Mondo
- Miglior piazzamento in classifica generale: 14ª nel 2009
- Vincitrice della Coppa del Mondo di halfpipe nel 2006
- 4 podi:
  - 2 vittorie
  - 2 terzi posti

#### Coppa del Mondo - vittorie
| Data            | Luogo          | Paese   | Disciplina |
| --------------- | -------------- | ------- | ---------- |
| 15 gennaio 2006 | Les Contamines | Francia | HP         |
| 19 marzo 2009   | La Plagne      | Francia | HP         |

Legenda:

HP = Halfpipe